# Arrondissement Virton
Het arrondissement Virton is een van de vijf arrondissementen van de provincie Luxemburg. Het arrondissement heeft een oppervlakte van 777,27 km² en telde 55.209 inwoners op 1 januari 2025.
Het arrondissement is enkel een bestuurlijk arrondissement. Gerechtelijk behoren de gemeenten tot het gerechtelijk arrondissement Aarlen.

## Geschiedenis
Het arrondissement Virton ontstond in 1823 door afscheiding van de kantons Etalle, Florenville en Virton van het arrondissement Neufchâteau.
In 1906 was er een grenswijziging tussen de gemeenten Bleid, Musson en Ruette enerzijds en enkele Franse gemeenten anderzijds.
In 1977 werden de toenmalige opgeheven gemeente Meix-le-Tige en het grootste gedeelte van Hachy aangehecht van het arrondissement Aarlen. Van het arrondissement Neufchâteau werden de gemeenten Suxy en Anlier (grootste gedeelte) aangehecht.

## Gemeenten en deelgemeenten
| Gemeenten: | | |
| - Chiny (stad) - Etalle - Florenville (stad) - Habay | - Meix-devant-Virton - Musson - Rouvroy | - Saint-Léger - Tintigny - Virton (stad) |
| Deelgemeenten: | | |
| - Anlier - Bellefontaine - Bleid - Buzenol - Chantemelle - Chassepierre - Châtillon - Chiny - Dampicourt - Etalle - Ethe - Florenville - Fontenoille - Gérouville - Habay-la-Neuve - Habay-la-Vieille - Hachy | - Harnoncourt - Houdemont - Izel - Jamoigne - Lacuisine - Lamorteau - Latour - Les Bulles - Meix-devant-Virton - Meix-le-Tige - Muno - Musson - Mussy-la-Ville - Robelmont - Rossignol - Ruette | - Rulles - Sainte-Cécile - Sainte-Marie - Saint-Léger - Saint-Mard - Saint-Vincent - Sommethonne - Suxy - Termes - Tintigny - Torgny - Vance - Villers-devant-Orval - Villers-la-Loue - Villers-sur-Semois - Virton |

## Demografische evolutie
- Bron:NIS - Opm:1830 t/m 1980=volkstellingen; vanaf 1990= inwoneraantal per 1 januari

| Inwoners van jaar tot jaar op 1 januari 1992 tot heden | Inwoners van jaar tot jaar op 1 januari 1992 tot heden | Inwoners van jaar tot jaar op 1 januari 1992 tot heden |
| Jaar                                                   | Aantal                                                 | Evolutie: 1992=index 100                               |
| ------------------------------------------------------ | ------------------------------------------------------ | ------------------------------------------------------ |
| 1992                                                   | 46.343                                                 | 100,0                                                  |
| 1993                                                   | 46.803                                                 | 101,0                                                  |
| 1994                                                   | 47.049                                                 | 101,5                                                  |
| 1995                                                   | 47.472                                                 | 102,4                                                  |
| 1996                                                   | 47.552                                                 | 102,6                                                  |
| 1997                                                   | 47.679                                                 | 102,9                                                  |
| 1998                                                   | 47.983                                                 | 103,5                                                  |
| 1999                                                   | 48.172                                                 | 103,9                                                  |
| 2000                                                   | 48.387                                                 | 104,4                                                  |
| 2001                                                   | 48.692                                                 | 105,1                                                  |
| 2002                                                   | 49.012                                                 | 105,8                                                  |
| 2003                                                   | 49.340                                                 | 106,5                                                  |
| 2004                                                   | 49.690                                                 | 107,2                                                  |
| 2005                                                   | 49.958                                                 | 107,8                                                  |
| 2006                                                   | 50.369                                                 | 108,7                                                  |
| 2007                                                   | 50.867                                                 | 109,8                                                  |
| 2008                                                   | 51.358                                                 | 110,8                                                  |
| 2009                                                   | 51.631                                                 | 111,4                                                  |
| 2010                                                   | 52.037                                                 | 112,3                                                  |
| 2011                                                   | 52.271                                                 | 112,8                                                  |
| 2012                                                   | 52.710                                                 | 113,7                                                  |
| 2013                                                   | 52.988                                                 | 114,3                                                  |
| 2014                                                   | 53.093                                                 | 114,6                                                  |
| 2015                                                   | 53.279                                                 | 115,0                                                  |
| 2016                                                   | 53.534                                                 | 115,5                                                  |
| 2017                                                   | 53.500                                                 | 115,4                                                  |
| 2018                                                   | 53.658                                                 | 115,8                                                  |
| 2019                                                   | 53.751                                                 | 116,0                                                  |
| 2020                                                   | 54.139                                                 | 116,8                                                  |
| 2021                                                   | 54.386                                                 | 117,4                                                  |
| 2022                                                   | 54.816                                                 | 118,3                                                  |
| 2023                                                   | 55.178                                                 | 119,1                                                  |
| 2024                                                   | 55.162                                                 | 119,0                                                  |
| 2025                                                   | 55.209                                                 | 119,1                                                  |

Aalst · Aarlen · Aat · Antwerpen · Bastenaken · Bergen · Borgworm · Brugge · Brussel-Hoofdstad · Charleroi · Dendermonde · Diksmuide · Dinant · Doornik-Moeskroen · Eeklo · Gent · Halle-Vilvoorde · Hasselt · Hoei · Ieper · Kortrijk · La Louvière · Leuven · Luik · Maaseik · Marche-en-Famenne · Mechelen · Namen · Neufchâteau · Nijvel · Oostende · Oudenaarde · Philippeville · Roeselare · Sint-Niklaas · Thuin · Tielt · Tongeren · Turnhout · Verviers · Veurne · Virton · Zinnik